# ピンクウォッシング (LGBT)
ピンクウォッシング (英語: pinkwashing) とは、実際は完全に無関係であるにもかかわらず、ある政策や商品などがあたかもレズビアン・ゲイ・バイセクシュアル・トランスジェンダー・クィア(LGBTQ) といった性的マイノリティに属する人々に恩恵を与えるものであるという印象付けを行う行為のこと。しばしば組織や国・政府による問題のある行為や政策から目を逸らすのに利用され、 LGBTの権利の観点からは、商品や国家などの様々な媒体のマーケティングにおいて、ゲイフレンドリーであるという印象を与えることにより、その媒体の出所が現代社会の流れに寛容であることをアピールするためにも用いられる。また、特にイスラエル政府がLGBTフレンドリーであると積極的に宣伝し、パレスチナの実効支配という負のイメージを作り変え、覆い隠すことを指す場合もある。
もとは、同性愛者のシンボルカラーである「ピンク」と、「取り繕う」という意味のある「whitewash」を重ねて作った造語である。

## 背景

### ホモナショナリズム
ピンクウォッシングの背景には、「ホモノーマティヴ・ナショナリズム」（ホモナショナリズム）と呼ばれる動きが背景にある。これは、米国の右派政治家などが、自国を「女性や同性愛に寛容な、進歩的な社会」、イスラーム社会などを「同性愛に嫌悪的、女性に抑圧的で、非文明的で後進的な社会」という二項対立の図式で宣伝することで、自国による戦争の遂行を正当化する言説のことである。
そもそも「ホモナショナリズム」は、ジャスビア・プアーが2007年の著書『テロリスト軍団: クィア時代のホモナショナリズム』(英語: Terrorist Assemblages: Homonationalism in Queer Times) において提唱した造語である。これは、たとえば「移民は同性愛嫌悪であるが、西洋社会は平等主義である」という偏見に基づき、一部の権力がLGBTコミュニティの主張に選択的に同調し、特にイスラム教徒に対する人種差別や、ゼノフォビア (外国人を拒絶すること) の立場及びアポロフォビア (貧困層を拒絶すること) の立場を正当化するプロセスを指す。これは、ゲイアイデンティティとナショナリストのイデオロギーが交わったもので、たとえば「イスラム教信者は同性愛嫌悪である」という固定観念から、「LGBTコミュニティはイスラム教と対立する」という社会的印象を導き、これを愛国運動に不当に拡張し、利用するものである。そしてプアーは、ホモナショナリズムとピンクウォッシングの二語は並列的なものではなく、ホモナショナリズムが存在するがゆえにピンクウォッシングが存在すると述べている。

### ホモノーマティヴィティ
ホモナショナリズムとピンクウォッシングが生まれてきた背景には、リサ・ドゥガンが唱えた「ホモノーマティヴィティ」の動きがある。ホモノーマティヴィティとは、性的少数者の運動には本来は非常に多様なジェンダーやセクシュアリティのあり方があるにも拘わらず、同性愛の問題だけが取り上げられがちなことを批判的に言及する言葉である。その背景には、新自由主義の影響の中で、市場に有益と判断された性的少数者（白人・中流階級以上・男性など）が活用された結果、そうして活用された性的少数者が、今度はその「ゲイ・フレンドリーさ」を守るために保守化する現象がある。その流れの中で、マイノリティの問題は公的な介入を必要としない「個人的な問題」とされて支援が枯渇し、マイノリティの運動の中に経済力による分断が新たに生まれ、社会的階級や人種、犯罪歴の有無などによって、LGBTコミュニティの中でも包摂対象となる人々とそうでない人々という格差が生まれることとなった。

## イスラエル政府によるピンクウォッシング

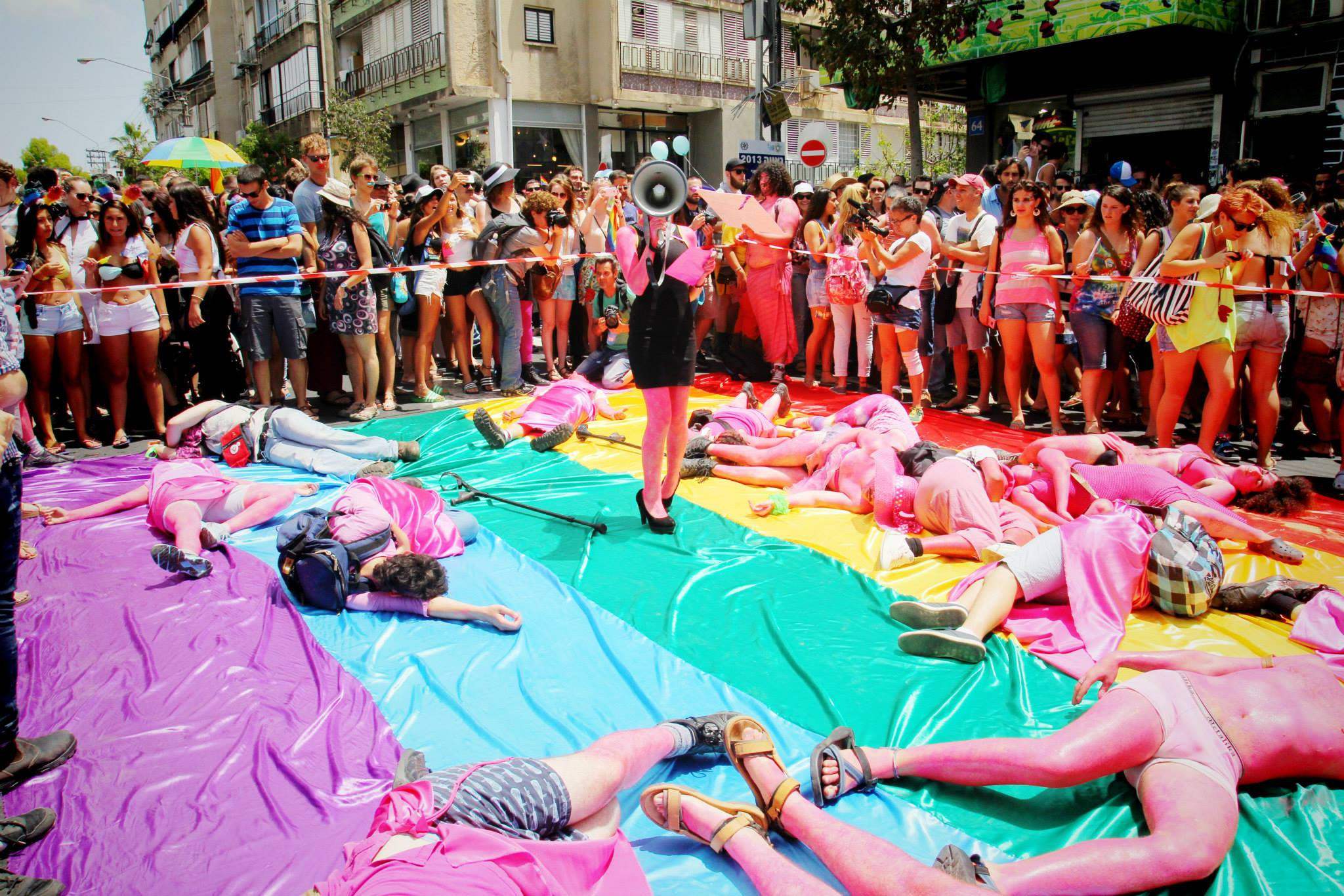
LGBT人権活動派の一種であるクィア無政府主義団体『マッシュプリッツォット』 (Mashpritzot) が、イスラエルのピンクウォッシングと、テル・アビブのLGBTサポートセンターによるホモ・ノーマティビティにダイ・イン形式の抗議活動をする様子。

ニューヨーク市立大学教授兼作家のサラ・シュルマンは、イスラエル政府はLGBTフレンドリーの概念を利用して広報戦略を立て、イスラエルへの投資や観光の促進、および「時代の流れに沿う民主主義国家である」という印象付けを行っていると述べる。そのために、イスラエル政府は、イスラエルは性的マイノリティの人々の自由を尊重しており、差別などの心配がなく、休暇を過ごすのに理想的な場所であると主張する。この広報戦略は主に18歳から34歳のゲイ男性をターゲットとしている。しかしシュルマンは、イスラエルは他国と比べてもLGBTの人々が恩恵を受けられるような法律が整備されておらず、さらに一部の政治家は同性愛を嫌悪していると述べる。また、シュルマンは、LGBTの人権問題を主要な話題としてピンクウォッシングにより国の宣伝を行うことは、LGBTの権利関係に注力しすぎるあまり、他の人権問題を度外視したものになりえるという問題があること、LGBTコミュニティだけではなく、政治的変革を求めるパレスチナ人に対しても悪影響を及ぼす可能性があることを指摘する。
ラトガーズ大学女性学・ジェンダー学准教授であるジャスビア・プアーをはじめとするイスラエル批評家は、イスラエル政府が国内におけるLGBTの権利とパレスチナ領域におけるLGBTの権利を天秤にかけ比較することを、ピンクウォッシングの一例として挙げている。プアーは、2006年にエルサレムが主催したワールドプライドを引き合いに出し、「グローバルな観点から、ゲイフレンドリーであることは近代的、包摂的、先進的、かつ第一世界的であり、そしてなにより民主的である」と綴っている。コロンビア大学近代アラブ政治学・歴史学准教授のジョセフ・マサドは、「イスラエル政府は、パレスチナ人への権利侵害に関する国外からの非難をかわす目的で、LGBTの権利関係における国の業績を誇張宣伝している」と綴っている。また、2011年8月、エルサレム・ポスト紙は、イスラエルの外務省は国外の自由主義陣営が抱いている負の印象を払拭するために、LGBT関連の問題を持ちあげているとも報じた。
加えて、こうした広告戦略の結果、イスラエル国内で発生している性的少数者への差別と、パレスチナ人の性的少数者の活動が不可視化されることも指摘されている。イスラエルでは同性婚は認められていない。イスラエルで発生した性的少数者へのヘイトクライムとして、2005年に超正統派派ユダヤ教徒がエルサレム・プライドに乱入して3人が怪我し、2015年にも同一人物が乱入し1人の死者を出した。2009年には、性的少数者支援団体の事務所で銃撃事件が発生し、2人が死亡した。また、パレスチナで活動する性的少数者の団体に「アル・カウス」などがある。

### イスラエル政府によるピンクウォッシングの具体例
2000年ごろから、イスラエル政府はLGBTの権利擁護の国際的な広報に積極的になった。2009年、国際ゲイ・レズビアン観光協会の会議がテル・アヴィヴで開催され、2012年のプライド月間ではFacebookに男性二人の兵士が手を繋いでいる写真が掲載された。こうしたイスラエル政府によるピンクウォッシングの動きは日本国内でも見られ、イスラエル大使館は2001年から「レインボー・リール東京」への後援、2013年から「東京レインボープライド」への後援、また東京へのゲイ・カルチャー（ドラァグ・クラブイベントなど）の支援などを行っている。イスラエル大使館による宣伝では、「中東にありながらもリベラルな」「まるでヨーロッパのような」など、観光の謳い文句として、ヨーロッパと中東を対置しつつ、LGBTフレンドリーな場所としてのイスラエルを強調している。
また、イスラエル外務省のホームページには、ゲイ文化を紹介する記事があるが、英語での紹介がほとんどで、現地で使われるヘブライ語・アラブ語は充実していない。イスラエル政府は性的少数者の情報を英語で外部に発信するばかりで、国内の性的少数者に向けた情報が少ないとして批判されることがある。

### イスラエルの反応
イスラエル側は、国の政策をピンクウォッシングと見做す諸外国の声明はかかし論法であり、LBGTコミュニティの包摂政策が、パレスチナ占領の正当化や逃げ口上として用いられた事実はないと反論している。加えて、アラブやイスラムのグループはLGBTの人々に対して差別的で残忍な扱いをしているという主張をし、イスラエルはこれらとは全く対照的で、国家レベルでも個人レベルでも、LGBTの個人や団体に対して寛容であるという見解を示している。ブランド・イスラエルプロジェクトの元代表であるイド・アハロニは、ピンクウォッシング関連の批判に対して、「我々は問題を秘匿しようとしているのではなく、議論を広めようとしている。より多くのコミュニティにLGBT関連の問題を認識してもらうことに意味があるのだ」と述べている。ハーバード大学法学教授のアラン・ダーショウィッツは、「ピンクウォッシングという語をイスラエルに向けて使うのは、反ユダヤ主義の偏屈的な思想をもつ右翼ゲイ活動家のみである」と述べ、「これは反ユダヤ勢力によるLGBT擁護に他ならない」とも続けている。
同性愛者のイスラエル人であり、公民権活動家のヤエア・ケダーは、「イスラエルはLGBTの権利およびその他の権利関係において殊勝な業績をあげており、これを非難することは、究極的に同性愛嫌悪と大差ないものだ」と述べ、ピンクウォッシングの嫌疑を掛ける勢力を批判する。イスラエルに拠点を置くLGBT権利活動組織『アグーダ』に属するショール・ガノンは、「イスラエルの政策にピンクウォッシング疑惑を掛けて利を得るのは、パレスチナの同性愛者だけだ」と述べている。

## 他国におけるピンクウォッシング

### アメリカ合衆国
ハル大学に所属していたステファン・ダールによると、アメリカにおけるピンクウォッシングは、性的マイノリティとは脈絡のない企業により作成・販売されているプライド商品による影響が大きい。これは「大企業」という一種の大きな権力と「少数派」との間にパイプができるような構図であり、一見すると後者に対して有益な関係のように思えるものの、実際はこのような関係構築にあたり後者が法的な後ろ盾や利益を得ることは一切ない。
また、一部の学者は、アメリカではピンクウォッシングが開拓者植民地主義や原住民の主権問題にまで波及してしまっている問題にも言及している。
バード大学政治学部教授のオマール・エンカルナシオンは、オバマ政権は数百万人の移民の強制送還や、ブッシュ政権時代の対テロ戦争における人権侵害問題などから注意を逸らすために、ピンクウォッシングを行っていたと指摘している。
経済・政策研究センターのステファン・ラフェヴ (英語: Stephan Lefebvre) は、オバマ政権がLGBTコミュニティに対する法整備が進んでいないことを理由にロシアを批判しているが、同様の問題が見られる友好国ホンジュラスやサウジアラビア、アラブ首長国連邦は批判の対象としていないことを問題視している。ラフェヴは、同政府のロシアに対する動きはピンクウォッシングであると述べており、意図的にLGBTの権利に注意を向け、他の人権問題をないがしろにするものであると非難している。ローリー・ペニーは、ソチオリンピックの際にロシアのLGBT政策を批判した人々とその批判者側の国の実情を比較し、以下のように綴っている：
西洋諸国はロシアに対してレインボーフラッグを振りかざしているが、実際は安全を求め国境に訪れるLGBTの人々を無下に扱い、虐待的な行為まで見られる。LGBTの人々の権利獲得を後押ししようとする動きは称賛に値するが、それがピンクウォッシングではなく本意であるならば、まずは自国の現状からそれを証明すべきだ。

#### アメリカの移民
2013年、ヒューマン・ライツ・キャンペーン (英語: Human Rights Campaign、HRC) は、移民の人々が医療保障や安全保障、亡命権、市民権などを求めるにあたって、現状の体制の改善や改革によりこれを支援していく姿勢を公的に示した。この動きは、同性愛者の移民活動家が最高裁判所の集会で法的権利を求めた際に、HRCが事実上これを妨害してしまった直後に起きたものであり、公式に謝罪もされている。ハフポストは、この一連の騒動をピンクウォッシングと見做しており、実際は性的マイノリティと移民改革は全くの無関係であるにもかかわらず、これを支持するような印象を社会に与えることによって、法執行や国外追放、米国の軍備に対する資金援助などの孕む法的問題を、LGBTコミュニティを味方につけることで隠匿しようとするものであるとして非難している。

#### アメリカの企業
カナダとアメリカを結ぶ石油輸送システムであるキーストーン・パイプラインは、その広報活動において、「カナダのLGBT権に関する業績を他の石油産出国の業績を比較すると、このプロジェクトは支持に値するものだ」という旨の主張を行い、石油関連の話題とLGBT権の話題は全くの無関係であることから、ピンクウォッシングに問われた。このキャンペーンの本山として機能しているOpecHatesgays.comでは、「カナダの純白な石油と、OPECの紛争で穢れた石油を比較してみてください」という見出しも見受けられた。
他方、2014年にBPは『LGBTキャリアイベント』と呼ばれるキャンペーンを開始したが、これは「アメリカ史上未曾有の環境災害」と形容されたメキシコ湾原油流出事故をピンクウォッシュする試みであるとして非難を浴びた。

### カナダ
2012年、カナダの市民権移民省長官のジェイソン・ケニーが、『イランからのLGBT難民』 (英語: LGBT Refugees from Iran) というタイトルのEメールを数千の国民に送信し、ピンクウォッシングに問われた。このメールは、その題名から難民に関する内容であることが示唆されるが、ゲイ、レズビアン、女性の迫害に対するカナダの姿勢についての記述が含まれていた。複数の活動家がこれを、対イラン戦争を政府が奨励する方向性にあることを、LGBT関連の話題を出すことで曖昧化・ピンクウォッシュするものであると非難している。

### ヨーロッパ

#### フランス
2017年、AP通信・パリは、フランスの極右政党ナショナル・フロントの党首マリーヌ・ル・ペンのピンクウォッシング疑惑を報じた。ル・ペンは大統領選挙において、実の父である政党創設者のジャン＝マリー・ル・ペンが一時期「同性愛は生物学的にも社会的にも異端」と発言した事実があるにもかかわらず、LGBTコミュニティからの票を集めていた。フランスは2013年に同性婚を合法化し、世界で13番目の同性婚容認国となったが、その後もLGBTの人々は自身の権利について危機感を抱いていた。例として、2016年には24,000人もの群衆が同性婚に関する法律の撤廃を求めデモ行進を行ったり、ヘイトクライムの可能性の高いオーランド銃乱射事件により複数の同性愛者が犠牲になったことなどが挙げられ、この事件の後にル・ペンは「どれほど多くの同性愛者の方々が過激派イスラム勢力の脅威を感じながら生きなければならないのか」と発言している。このような脅威への直面や、ル・ペンからの「同情」の声を受け、LGBTコミュニティは「このままでは私たちが野蛮人の最初に犠牲になりかねず、革新的な打開策を打ち出しているのはル・ペンだけだ」とし、当極右政党は同性愛者有権投票者から多くの票を獲得した。

#### 市民団体
イングランド防衛同盟 (EDL) などの、ヨーロッパで草の根運動を展開する連合団体が、2012年の7月から8月にかけて行われたヘルシンキとストックホルムでのLGBTプライド・ウィークに合わせて、反イスラムデモを行った。しかしながら、この動きはLGBT権利活動団体『Queers against Pinkwashing』によって、「イスラム教徒が同性愛者嫌悪であるという固定観念につけ込みこのようなデモ活動を行うことは明確なピンクウォッシングであり、性的マイノリティを支持するというフェイク・イメージを生み出すものに他ならない」という批判された。スウェーデン・ラジオのインタビューにおいて、ジャーナリストのリサ・ビューワルドは、『Queers against Pinkwashing』は実質的に「1つの事柄を全ての問題の根源と見做して言及することはLGBTQコミュニティに何の恩恵も与えない」という立場を取っていることに言及し、LGBTの権利問題と反イスラム問題を同列に扱おうとしたEDLを批判した。フェミニスト活動家のローリー・ペニーは、このような一連の性差別問題とイスラム教との関連付けが、特定の活動団体が勢力を強めるための道具にされていることに警告を発している。

### オーストラリア
オーストラリアでは、LGBT権を強調した、大企業による商品マーケティングが懸念の声を呼んでいる。

### 日本
日本では、2022年の東京レインボープライドで、『プラチナスポンサー』として協賛していたアクサグループ傘下のアクサ損害保険が、提供する保険において同性パートナーを配偶者として認めておらず、LGBTフレンドリーの取り組みが不十分であるとして、ゲイ男性が抗議行動を行った。アクサ損害保険は男性からの抗議の後、2022年中に同性パートナーも配偶者として認める方針を男性に明かした。

## アンチ・ピンクウォッシング
アンチ・ピンクウォッシング (英語: anti-pinkwashing) とは、ピンクウォッシングの嫌疑が掛けられた事案に対するLGBT組織側の対応を指す。 『アンチ・ピンクウォッシングからパレスチナ脱植民地化への道』(英語: The Road from Antipinkwashing Activism to the Decolonization of Palestine) という論文の著者であるリン・ダーウィッチとハンネン・メイカイは、パレスチナ支配化にある地域ではLGBTの人々に対する差別や虐待行為があるにもかかわらず、イスラエルのピンクウォッシング疑惑が、本来別問題として議論すべきLGBT権利運動とパレスチナ権利運動の境界線を曖昧にしてしまっていると議論しており、別々の権利運動団体が1つの問題を解決するために団結すればそれ相応のメリットはあるものの、個々が究極的に注力すべき問題から視線が逸れる懸念があると述べている。これを受け、ダーウィッチとメイカイは、アンチ・ピンクウォッシング運動はピンクウォッシング関連のみに注力するのではなく、ホモナショナリズムや植民地問題、帝国主義問題にも視野を広げるべきだと述べている。